# Zombor
Zombor – jaskinia krasowa w Krasie Słowacko-Węgierskim na Słowacji.

## Położenie
Znajduje się w środkowej części Płaskowyżu Pleszywskiego (słow. Plešivská planina), bliżej jego wschodniego skraju, kilkadziesiąt metrów na wschód od znakowanego żółtym kolorem szlaku turystycznego. Wylot jaskini znajduje się na wysokości 634 m n.p.m., na północnym skraju leja krasowego, którego ściany pokryte są lapiazem.

## Nazwa
Nazwa jaskini pochodzi od węgierskiego słowa zsomboly, oznaczającego jaskinię o dominującym rozwinięciu pionowym, studnię (przepaść) jaskiniową.

## Geologia, morfologia
Jaskinia typu szczelinowo-zapadliskowego, wytworzona jest w wapieniach triasowych, zaliczanych do płaszczowiny silickiej. Ma charakter studni krasowej o głębokości maksymalnej 54 m. We wnętrzu szata naciekowa w znacznym stopniu zwietrzała.

## Ochrona przyrody
Jaskinia leży na terenie Parku Narodowego Krasu Słowackiego. Od 1995 r. jest dodatkowo chroniona jako pomnik przyrody (słow. Prírodná pamiatka).

## Turystyka
Jaskinia nie jest dostępna do zwiedzania.